# ラモン・レーヴィン
ラモン・スタンリー・レミー・レーヴィン（Ramon Stanley Remy Leeuwin、1987年9月1日 - ）は、オランダ・アムステルダム出身のサッカー選手。エールステディヴィジ・アルメレ・シティFC所属。ポジションはDF。スリナム代表。

## クラブ経歴
FCユトレヒトでプロデビューし、2008年にはAGOVVアペルドールンに移籍した。
2010年8月18日、ADOデン・ハーグに移籍し、3年契約を結んだ。
2013年6月21日、SCカンブールに1年契約で移籍した。
2014年7月1日、プロデビューを果たしたFCユトレヒトに復帰した。
2018年8月28日、オーデンセBKと2年半契約を締結した。
2020年1月3日、AZアルクマールに加入した。

## 代表経歴
スリナム国籍を保有するため、2021年3月24日、ケイマン諸島代表との2022 FIFAワールドカップ・北中米カリブ海予選でスリナム代表デビューを果たした。